# Karlheinz Senghas
Karlheinz Senghas, né le 7 avril 1928 à Stuttgart et mort le 4 février 2004 à Heidelberg, est un botaniste allemand qui fut spécialiste de l'étude des orchidées.

## Carrière
Il poursuit sa scolarité dans sa ville natale, puis la famille déménage à Mannheim, où son père est affecté comme militaire. Karlheinz Senghas est lui-même mobilisé à l'âge de dix-sept ans en 1945 en tant que Luftwaffenhelfer. Sa sœur cadette est tuée lors du bombardement de la ville qui détruit la maison familiale et sa mère est gravement blessée. Il est fait prisonnier à la fin de la guerre et libéré à l'automne 1945. Quelques mois plus tard, il passe son baccalauréat (Abitur en allemand). Il poursuit des études de biologie à l'université de Heidelberg entre 1949 et 1954. Il reçoit son titre de docteur en troisième cycle en 1959, sous la direction du professeur Werner Rauh. Ce dernier le fait entrer comme collaborateur à l'Institut de botanique de l'université de Heidelberg et en 1960 il est nommé comme curateur au jardin botanique de Heidelberg dirigé par le professeur Rauh.
Il épouse en 1956 Irmgard qui lui donne plus tard trois fils.
Karlheinz Senghas commence à réunir une collection importante d'orchidées au jardin botanique de Heidelberg. En effet pendant sa carrière au jardin botanique (1960-1993), les espèces d'orchidées qui y sont cultivées passent du nombre de 400 au nombre de 6 000. Il publie également 300 articles et communications sur ce sujet. Il devient membre de la Deutsche Orchideen-Gesellschaft (Société allemande des orchidées), dont il est président de 1976 à 1978, et du Verein Deutscher Orchideen Freunde (Union des amateurs allemands d'orchichées). Il fait paraître plusieurs éditions de Die Orchideen (« Les orchidées ») entre 1970 et 2002. Ces quatre mille pages qu'il écrit avec la participation d'experts comme Friedrich Gustav Brieger ou Richard Maast sont considérées comme un ouvrage de référence par les orchidophiles du monde entier. Il fait partie des organisateurs de la VIIIe conférence internationale des orchidées (World Orchid Conference) qui se tient à Francfort en 1975.
Karlheinz Senghas continue de publier après sa retraite en 1993. Il meurt à Heidelberg onze ans plus tard.

## Quelques publications
- Die Orchideen. Handbuch für Orchideenliebhaber, Züchter und Botaniker; Beschreibung, Kultur und Züchtung, 3. Auflage, Verlag Paul Parey.
- Orchideen. Pflanzen der Extreme, Gegensätze und Superlative, Verlag Paul Parey, 1993

## Hommages
Genres d'orchidées
- Senghasia
- Senghasiella
- un complexe hybride Senghasara
- un hybride Paphiopedilum: Paphiopedilum roebellini × Vanguard,  Hilmar Doll

Espèces
- (Orchidaceae) Coryanthes senghasiana G.Gerlach[1]

- (Orchidaceae) Masdevallia senghasiana Luer[2]